# Войский сельсовет
Во́йский се́льсовет — административная единица на территории Каменецкого района Брестской области Республики Беларусь. Административный центр — агрогородок Войская.

## Состав
Войский сельсовет включает 21 населённый пункт:
- Бабичи — деревня.
- Богачи — деревня.
- Бучемль 1 — деревня.
- Бучемль 2 — деревня.
- Бучемль 3 — деревня.
- Войская — агрогородок.
- Горы — деревня.
- Жиличи — деревня.
- Завадьковичи — деревня.
- Задворяны — деревня.
- Зеньки — деревня.
- Липно — деревня.
- Лисовчицы — деревня.
- Лускалы — деревня.
- Николаево — деревня.
- Перковичи — деревня.
- Полиновка — деревня.
- Робенка — деревня.
- Свищёво — деревня.
- Селяховичи — деревня.
- Сюлки — деревня.

16 сентября 2008 года решением Брестского областного Совета депутатов исключены из состава сельсовета и включены в состав Ратайчицкого и Беловежского сельсоветов населённые пункты Заречаны, Кощеники, Шестаково.